# Опыт Дэвиссона — Джермера
Эксперимент Дэвиссона — Джермера — эксперимент, проведённый в 1927 году американскими физиками Клинтоном Джозефом Дэвиссоном и Лестером Хэлбертом Джермером, с помощью которого они показали, что частицы вещества демонстрируют волновые характеристики при определённых условиях. Он подтверждает гипотезу де Бройля о корпускулярно-волновом дуализме, высказанную им в 1924 году.
Для демонстрации волновой природы частиц с массой они построили вакуумную колбу с источником электронов, энергией которых можно было управлять электростатическим полем. Эксперимент состоял в бомбардировке монокристалла никеля пучком электронов; на приёмной пластине наблюдалась, как и в случае рентгеновских лучей, дифракционная картина на кристаллической решётке с сильным максимумом при определённых напряжении и угле падения. Это явление оказалось хорошо согласующимся с длиной волны электронов при данной кинетической энергии и с постоянной решётки никеля, на которой происходила дифракция. Волновая природа объектов с большей массой впоследствии неоднократно подтверждалась в аналогичных экспериментах.

## Предыстория

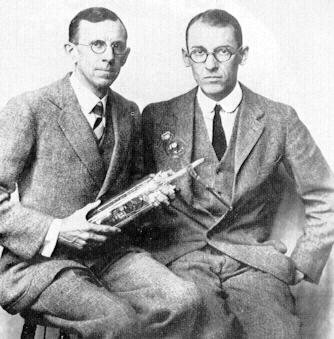
Клинтон Джозеф Дэвиссон (слева) и Лестер Халберт Джермер (справа) в 1927 году с аппаратом, использованным в их исследованиях.

С 1921 года Клинтон Дж. Дэвиссон вместе с Чарльзом Генри Кунсманом публиковал различные статьи о рассеянии электронов кристаллами различных металлов (никель, алюминий, платина и магний). В 1925 году молодой аспирант Вальтер Мориц Эльзессер из Гёттингенского университета заметил, что волновую природу материи можно исследовать с помощью экспериментов по рассеянию в кристаллических твёрдых телах. С помощью рассеяния рентгеновских лучей в экспериментах с кристаллическими твёрдыми телами была подтверждена волновая природа рентгеновских лучей. Эльзессер основывался на докторской диссертации 1924 года французского физика Луи де Бройля, в которой тот сформулировал революционную гипотезу о том, что вся материя, такая как электроны, атомы или молекулы, обладает как корпускулярными, так и волновыми характеристиками, и определил длину волны, связанную с частицей:
{\displaystyle \lambda ={\frac {h}{m\,v}}\,,}
где λ — длина волны, связанная с частицей массы m, движущейся со скоростью v, а h — постоянная Планка. Произведение {\displaystyle mv} — модуль вектора {\displaystyle {\vec {p}}}, или импульс частицы.
Летом 1926 года Макс Борн передал предложение Эльзессера физикам, собравшимся в Оксфорде на конференции Британской ассоциации содействия развитию науки. Присутствовавший на конференции Клинтон Дж. Дэвиссон осознал важность и значимость своего открытия и обсудил его с Оуэном У. Ричардсоном, Максом Борном и Джеймсом Франком, которые также рассказали ему о новой теории — волновой механике, статью о которой недавно опубликовал Эрвин Шрёдингер. С этой новой информацией Дэвиссон отправился в Нью-Йорк, чтобы продемонстрировать корпускулярную-волновую природу электронов.
В 1925 году Клинтон Дж. Дэвиссон и Лестер Х. Джермер работали в Bell Laboratories в Нью-Йорке, принадлежащей американской телекоммуникационной компании American Telephone and Telegraph (AT&T), исследуя отражение электронов металлами. У них произошёл несчастный случай с вакуумной колбой, содержащей кусок поликристаллического никеля, когда сосуд с жидким кислородом взорвался и разбил её, в результате чего горячий никель подвергся окислению. Чтобы удалить образовавшийся оксид никеля, его осторожно нагревали в потоке водорода и в вакууме до высоких температур. Это привело к превращению поликристаллического кристалла в монокристаллический в некоторых участках кристалла, и когда Дэвиссон и Джермер повторили эксперимент, то заметили, что предыдущие результаты не воспроизводятся. Максимальный отражённый пучок электронов наблюдался при том же угле как от рентгеновских лучей. Это случайное событие привело к изменению их исследований и использованию образцов монокристаллического никеля.

## Эксперимент

Схема аппарата, использованного Дэвиссоном и Джермером в 1927 году.

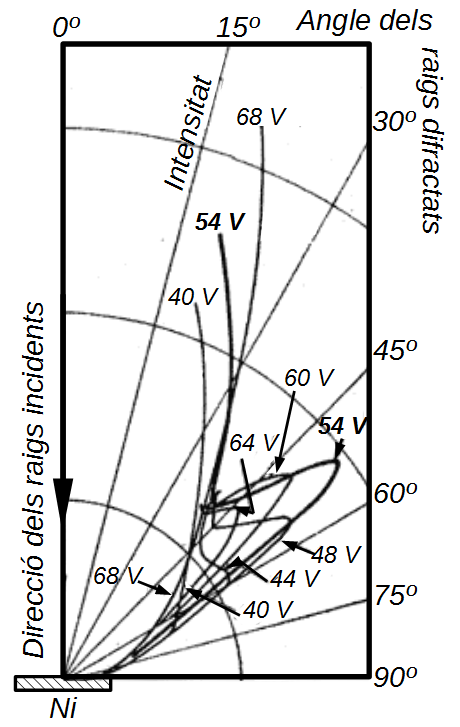
Интенсивность дифрагированных электронов в эксперименте Дэвиссона — Джермера в зависимости от угла дифракции для разностей потенциалов от 40 В до 68 В падающих электронов перпендикулярно кристаллографической плоскости (111) монокристалла никеля.

### Аппарат
Устройство, использованное Дэвиссоном и Джермером, состояло из электронной пушки, которая генерировала пучок за счёт термоэлектронной эмиссии из вольфрамовой ленты, нагретой посредством эффекта Джоуля. После того, как испускаемые электроны попадали в небольшую камеру, они ускорялись с помощью разности потенциалов порядка десятков вольт (между 15 В и 350 В). Ускоренный пучок диаметром 1 мм направлялся на монокристалл никеля, расположенный в 7 мм от выхода электронов, падающих нормально к шлифованной поверхности. Мишень представляла собой монокристалл никеля размерами 8 мм × 5 мм × 3 мм, который можно было вращать вокруг оси падения электронного пучка. Никель имеет гранецентрированную кристаллическую структуру кубического типа. Грань, на которую падал электронный пучок, была параллельна кристаллографической плоскости, определяемой индексами Миллера (111).
Электроны дифрагировали на атомах никеля и выходили под определённым углом, который мог быть определён детектором, состоящим из двойной клетки Фарадея и гальванометра, способного поворачиваться на 20° и 90° по отношению к направлению падающего луча, при этом в то же самое время, измеряли интенсивность электронного луча. Оба луча двигались в камере, в которой создавался вакуум при давлении от 2 · 10 −6 мм рт. ст. до 3 · 10−6 мм рт. ст.

### Наблюдения

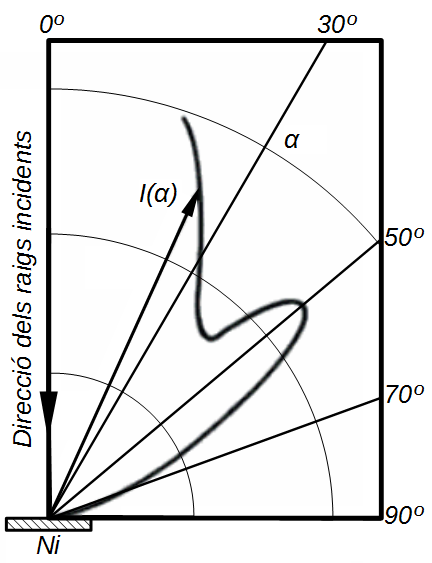
Интенсивность дифрагированных электронов при напряжении 54 В и запущенных перпендикулярно кристаллографической плоскости (111) относительно угла дифракции (полярные координаты).

Дэвиссон и Джермер заметили, что когда ускоряющиеся электроны ударяются о поверхность никеля, возникают максимумы интенсивности, которые нельзя объяснить, рассматривая электрон как частицу, сталкивающуюся с поверхностью, заполненной сферическими атомами никеля, которые должны были бы рассеивать электроны во всех направлениях. Наиболее интенсивный максимум был достигнут при ускорении электронов с разностью потенциалов {\displaystyle \triangle V=54\;V} против ориентированного кристалла никеля со слоями атомов, перпендикулярными направлению падения. В данном случае имела место дифракция на отражение электронов с максимальной интенсивностью при {\displaystyle \alpha =50^{\circ }} от направления падения.
Однако наблюдаемое явление было похоже на дифракцию рентгеновских лучей на кристаллической поверхности, открытую в 1912 году немецким физиком Максом фон Лауэ с его сотрудниками Паулем Книппингом и Вальтером Фридрихом, что позволило ему определить волновой характер рентгеновских лучей, рассматривая их как пучки частиц высокой энергии. Рентгеновская дифракция была изучена в 1913 году Уильямом Лоуренсом Брэггом и Уильямом Генри Брэггом, которые смогли связать максимальные интенсивности с расстояниями между слоями атомов кристалла.
Рентгеновская дифракция возникает из-за того, что это электромагнитное излучение имеет очень короткие длины волн, от 10 нм до 100 пм, что сравнимо с межатомными расстояниями в кристаллах (постоянная решётки в никеле {\displaystyle D=215\;pm}). В этом случае имеет место зеркальное рассеяние за счёт отражения атомами кристалла, а различные дифрагированные лучи интерферируют конструктивно и деструктивно. Первые усиливают интенсивность луча, а вторые ослабляют её.
В эксперименте Дэвиссона и Джермера регистрируются данные о конструктивной интерференции. Условие конструктивной интерференции соседних атомов, обеспечивающее максимальную интенсивность, состоит в том, что разность путей, то есть {\displaystyle D\,\sin \alpha }, двух дифрагированных лучей равна длине волны, {\displaystyle \lambda }, когда рентгеновские лучи дифрагируют. Применяя то же условие, можно вычислить длину волны дифрагированных электронов
{\displaystyle \lambda =D\,\sin \alpha =215\,pm\cdot \sin 50^{\circ }=215\,pm\,\cdot 0,766=165\,pm\,.}

### Длина волны электронов по де Бройлю
Формула де Бройля для длины волны массовой частицы {\displaystyle m}, которая движется со скоростью {\displaystyle v}:
{\displaystyle \lambda ={\frac {h}{m\,v}}\,,}
где {\displaystyle h} — постоянная Планка, которая равна {\displaystyle 6,626\times 10^{-34}J\cdot s}.
Для заряженного электрона {\displaystyle e}, ускоренного разностью потенциалов {\displaystyle \triangle V}, можно вывести скорость {\displaystyle v} и массу {\displaystyle m} при малых скоростях, то есть без учёта релятивистских эффектов, из уравнивания электрической работы {\displaystyle W_{AB}=-e\,\triangle V} и изменения кинетической энергии между началом и концом классической траектории, {\displaystyle \triangle K_{AB}=K_{B}-K_{A}}. Когда электроны ускоряются из состояния покоя, {\displaystyle v_{A}=0}
{\displaystyle K_{B}-K_{A}={\tfrac {1}{2}}\,m\,v_{B}^{2}-{\tfrac {1}{2}}\,m\,v_{A}^{2}={\tfrac {1}{2}}\,m\,v_{B}^{2}\,.}
Сопоставление этого выражения с электрической работой приводит к выражению
{\displaystyle {\tfrac {1}{2}}\,m\,v_{B}^{2}=-e\,\triangle V\,.}
Поскольку заряд электрона отрицателен, можно записать
{\displaystyle v_{B}={\sqrt {\frac {2\,e\,\triangle V}{m}}}\,.}
Длина волны де Бройля составит
{\displaystyle \lambda ={\frac {h}{\sqrt {2\,m\,e\,\triangle V}}}\,.}
Если подставить численные значения {\displaystyle h=6,626\times 10^{-34}J\cdot s}; {\displaystyle m=9,1\times 10^{-31}kg}; {\displaystyle e=1,602\times 10^{-19}C} и {\displaystyle \triangle V=54\;V} получится
{\displaystyle \lambda =1,67\times 10^{-10}\;m=167\;pm\,.}
Это значение совпадает в пределах эксперимента со значением, полученным Дэвиссоном и Джермером, что подтверждает гипотезу де Бройля. Это подтверждается и данными, полученными в опытах с другими напряжениями и с пучками электронов, попадающими на разные поверхности кристалла.

### Дифракция на внутренних кристаллографических плоскостях

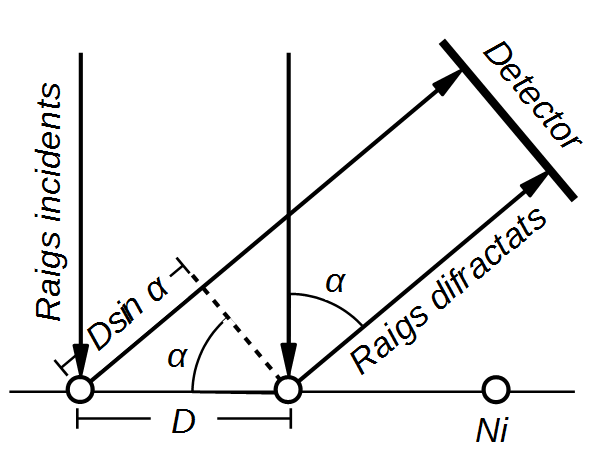
Схема дифракции электронов на поверхности кристалла Ni.

Дифракция электронов, как и рентгеновские лучи, происходит в определённых предпочтительных направлениях, предполагающих участие нескольких слоёв параллельных плоскостей атомов никеля внутри кристалла. Из-за его малой длины рентгеновские лучи обладают хорошей проникающей способностью. Формула Брэгга имеет вид
{\displaystyle 2\,d\,\sin \theta =n\,\lambda }
где:

Схема дифракции электронов в эксперименте Дэвиссона — Джермера. Падающий пучок падает перпендикулярно поверхности Ni и достигает кристаллографической плоскости под углом относительно нормали (штриховая линия) и относительно плоскости. Отражённый луч также делает это под равным углом относительно нормали и относительно плоскости. Измеренный угол.

- {\displaystyle d} — расстояние между двумя кристаллографическими плоскостями;
- {\displaystyle \theta } — угол дифракции, угол между падающим лучом и кристаллографическим направлением или плоскостью кристалла, участвующего в дифракции;
- {\displaystyle n} — порядок дифракции (1, 2, 3,. . .);
- {\displaystyle \lambda } — длина волны электронов[25].

В эксперименте Дэвиссона и Джермера с монокристаллическим никелем пучок электронов проникает внутрь кристалла и отражается в разных параллельных плоскостях, разделённых расстоянием {\displaystyle d=91\,pm} и с углом дифракции {\displaystyle \theta =65^{\circ }}. Применение формулы Брэгга к максимуму первого порядка {\displaystyle n=1} даёт
{\displaystyle \lambda =2\,d\,\sin \theta =2\cdot 91\,pm\cdot \sin 65^{\circ }=165\,pm}.
Межатомное расстояние, {\displaystyle D}, можно связать с расстоянием между кристаллографическими плоскостями, {\displaystyle d}, и углом {\displaystyle \alpha } между падающим и дифрагированным лучами. Половина этого угла равна углу, образованному поверхностью кристалла и направлением кристаллографических плоскостей, так как отражение электронного луча подчиняется закону отражения (падающий и отражённый лучи образуют такой же угол, как нормаль на поверхность отражения). Таким образом, угол между падающим и нормальным лучом равен {\displaystyle \alpha /2}, и эти два направления перпендикулярны поверхности кристалла и кристаллографической плоскости соответственно, поэтому они образуют один и тот же угол {\displaystyle \alpha /2} . Связь оказывается
{\displaystyle d=D\,\sin {\tfrac {\alpha }{2}}}
Угол между падающим лучом и кристаллографической плоскостью, {\displaystyle \theta }, равен {\displaystyle {\tfrac {\pi }{2}}-{\tfrac {\alpha }{2}}}. Формулу Брэгга можно переписать в терминах этого угла и упростить, используя тригонометрическое тождество {\displaystyle \sin \left({\tfrac {\pi }{2}}-\beta \right)=\cos \beta }
{\displaystyle 2\,d\,\sin \,\theta =2\,d\,\sin \left({\tfrac {\pi }{2}}-{\tfrac {\alpha }{2}}\right)=2\,d\,\cos {\tfrac {\alpha }{2}}=n\,\lambda }
Если заменить {\displaystyle d}
{\displaystyle 2\,D\,\sin {\tfrac {\alpha }{2}}\,\cos {\tfrac {\alpha }{2}}=n\,\lambda }
или, используя тригонометрическое тождество двойного угла {\displaystyle 2\,\sin \beta \,\cos \beta =\sin 2\beta }
{\displaystyle D\,\sin \alpha =n\,\lambda }
это уравнение используется для демонстрации в случае отражения от поверхности.

## Последствия

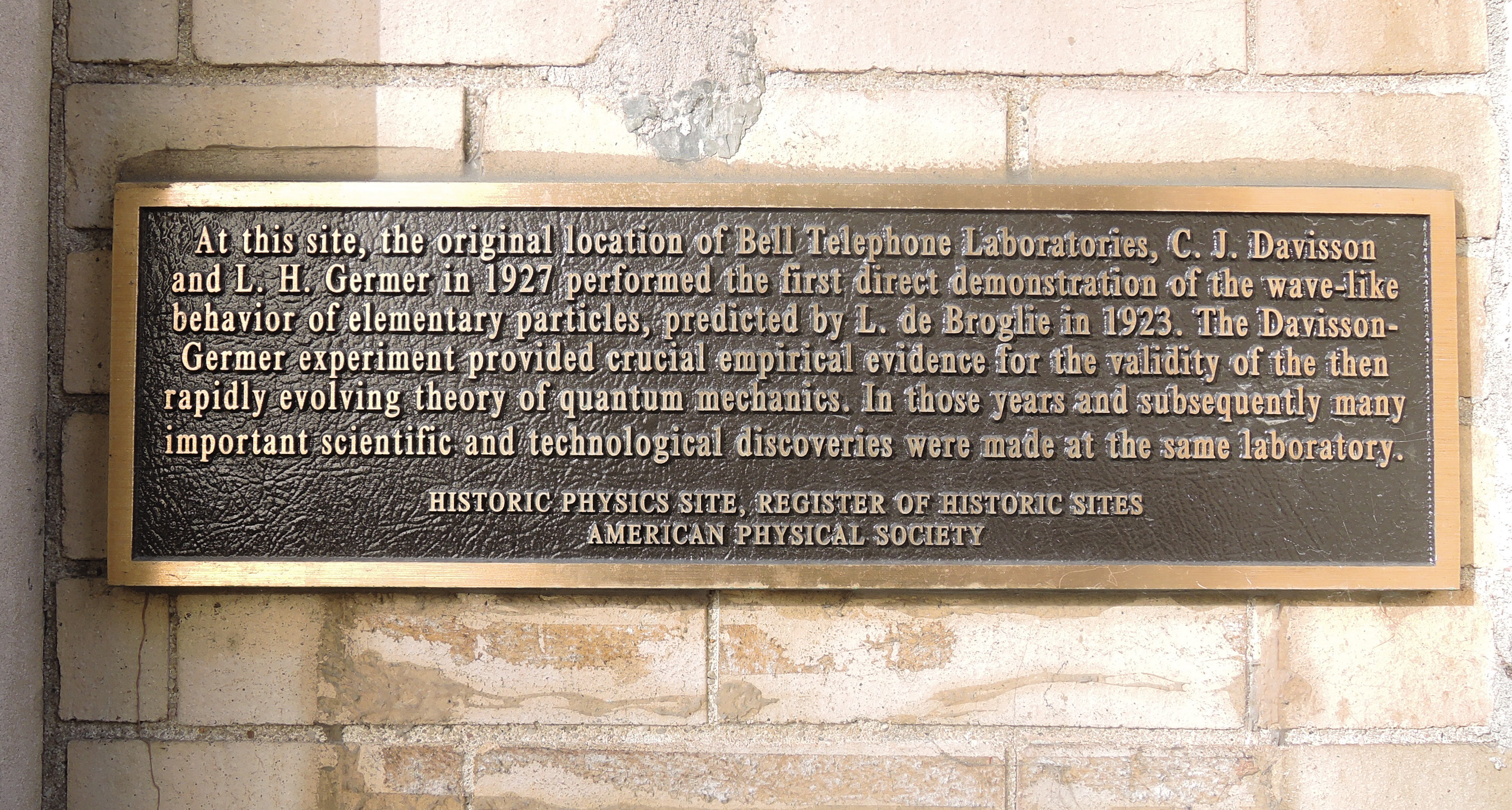
Мемориальная доска Американского физического общества на Манхэттене посвящена эксперименту.

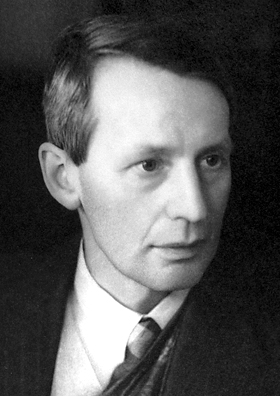
Джордж Паджет Томсон

В то же время, когда Дэвиссон и Джермер проводили свои эксперименты, в Англии Джордж Паджет Томсон, сын Джозефа Джона Томсона, открывшего электрон, провёл аналогичные эксперименты, направляя катодные лучи на пластины из различных материалов, таких как целлулоида, золота или платины и сфотографировал на экране позади пластины серию концентрических колец, подобных тем, которые образуются при дифракции волн. Объяснение заключалось в том, что катодные лучи, состоящие из электронов, имели волновое поведение, как и предсказывал Луи де Бройль в 1924 году. Аналогично Томсоновским опытам, рассеянием катодных лучей в поликристаллических фольгах в Советском Союзе занимался Пётр Саввич Тартаковский, который также наблюдал концентрические круги на фотопластинке. Концентрические круги формируются из-за осевой симметрии задачи и произвольной ориентации кристаллитов в поликристалле. Дифрагирующие электроны под углом θ (максимум при выполнении условия Брэгга — Вульфа) формируют конус с углом при вершине 2θ. Томпсон использовал быстрые электроны с энергией от 17,5 до 56,5 кэВ, а Тартаковский — 1,7 кэВ.
Через несколько лет после открытия дифракции электронов, корпускулярно-волновой дуализм был также продемонстрирован для атомов и молекул. Атомы гелия и молекулы водорода дифрагировали на поверхности кристалла (100) фторида лития LiF, фторида натрия NaF и хлорида натрия NaCl, а атомы водорода дифрагировали на поверхности LiF. В 1936 году удалось наблюдать дифракцию тепловых нейтронов, источником которых был радиево-бериллиевый сплав.
Доказательства волновой природы электронов были настолько убедительны, что в 1929 году, всего через два года после публикации статей, Луи де Бройль был удостоен Нобелевской премии по физике за это открытие. В 1933 году Эрвин Шрёдингер получил Нобелевскую премию по физике за разработку волновой квантовой механики, а в 1937 году Клинтон Джозеф Дэвиссон и Джордж Паджет Томсон также были удостоены Нобелевской премии по физике за их независимо сделанные открытия дифракции электронов в кристаллах. Макс Джеммер по этому поводу сказал:

Кто-то может почувствовать потребность сказать, что Томсон-отец был удостоен Нобелевской премии за то, что показал, что электрон — это частица, а Томсон-сын — за то, что показал, что электрон — это волна.
Оригинальный текст (англ.)One may feel inclined to say that Thomson, the father, was awarded the Nobel Prize for having shown that the electron is a particle, and Thomson, the son, for having shown that the electron is a wave.

С другой стороны, результатом эксперимента Дэвиссона — Джермера стала аналитическая методика, называемая дифракцией низкоэнергетических электронов, которая используется для изучения поверхностей кристаллов и процессов, происходящих в них. При этом электроны имеют энергии между 10 эВ и 200 эВ, что соответствует длинам волн между 100 пкм и 400 пкм. Таким образом можно изучать только поверхности, так как эти электроны дифрагируют только на атомах поверхности или ближайших к ней атомах.